# Rhysogaster lieftincki
Rhysogaster lieftincki är en tvåvingeart som beskrevs av Evert I. Schlinger 1971. Rhysogaster lieftincki ingår i släktet Rhysogaster och familjen kulflugor. Inga underarter finns listade i Catalogue of Life.